# 22907 van Voorthuijsen
22907 van Voorthuijsen (1999 TL26) là một tiểu hành tinh vành đai chính được phát hiện ngày 3 tháng 10 năm 1999 bởi nhóm nghiên cứu tiểu hành tinh gần Trái Đất phòng thí nghiệm Lincoln ở Socorro.